# Campos del Celebrant
El Campo de Celebrant es un lugar ficticio que pertenece al legendarium creado por el escritor británico J. R. R. Tolkien. Es una de zona de pastizales ubicada entre los ríos Limclaro al sur, Celebrant o Cauce de Plata al norte y el Anduin al este, en la región de Rhovanion.

## Etimología
Los elfos silvanos lo denominaban Parth Celebrant cuya traducción significa «campo cercado por el Cauce de Plata»; compuesto por la palabra Sindarin Parth, que se traduce como “Campo Cercado o Pastizal Cercado”, raíz PEL(ES). Y la palabra Celebrant que se traduce como «cauce de plata» compuesta por celeb: “plata”, raíz KYELEP; y  rant: “cauce”, raíz RAT.
A fines de la Tercera Edad, “(…)cuando toda la tierra al norte de las Montañas Blancas (salvo Anórien) hasta el Limclaro se habían convertido en parte del Reino de Rohan, el nombre Parth (Campo de) Celebrant sólo designaba la gran batalla en la que Eorl "el Joven" destruyó a los invasores de Gondor.”

## Historia
Originalmente Parth Celebrant se encontraba dentro de los límites del reino de Lothlórien, aunque los Galadhrim no lo habitaban puesto que en la Tercera Edad del Sol eran pocos los que se atrevían a dejar los lindes del Bosque.
Los Hombres del Norte y los Éothéod habitaron esa región desde la Segunda Edad del Sol hasta que Sauron ocupó Dol Guldur y la Sombra cayó sobre el Bosque Verde, retirándose al Norte para habitar en los Altos Valles del Anduin.
En Gondor denominaban como Campos de Celebrant al “(…)estrecho territorio entre el curso inferior del Limclaro y el Anduin...", y lo consideraban (…)como parte de sus defensas orientales...” aunque era una zona muy vulnerable puesto que el Anduin poseía, en esa parte de la región, dos vados (el Codo Norte y el Codo Sur), fácilmente franqueables por un enemigo decidido y bien equipado. Como Gondor construyó varios fuertes a lo largo de los codos del río Anduin, en donde se hallaban los vados. La región resistió bien los ataques de los Aurigas dados entre 1850 y 1944 T. E. Pero, tras una serie de sucesos acaecidos en el Reino del Sur, las defensas construidas en la región se abandonaron; lo que permitió que en el año 2510 T. E. los Balchoth cruzaran el Anduin por los Vados e invadieran Gondor. Afortunadamente el senescal Cirion envió emisarios a Framburgo en busca de ayuda y el Rey de los Éothéod, Eorl “El Joven”, atendió la llamada, desplazándose hacia el sur con un gran ejército y los derrotó en la Batalla de los Campos de Celebrant.